# Convergència (successió matemàtica)
En anàlisi matemàtica, el concepte de convergència es refereix a la propietat que tenen algunes successions númèriques a tendir a un límit. Aquest concepte és molt general i depenent de la naturalesa del conjunt en què es troba definida la successió, pot adoptar diferents formes.

## Definició
| Una successió d'elements {\displaystyle \,\{x_{n}\}} d'un espai mètric {\displaystyle (M,d)\,} convergeix a un element {\displaystyle x\in M} si per a qualsevol nombre real {\displaystyle \varepsilon >0}, existeix un enter positiu {\displaystyle N\,} (que depèn de {\displaystyle \,\varepsilon }) que {\displaystyle n\geq N\Rightarrow d(x_{n},x)<\varepsilon .} |

S'acostuma a escriure com
{\displaystyle \lim _{n\to \infty }x_{n}=x}
o també
{\displaystyle x_{n}\ {\stackrel {d}{\longrightarrow }}\ x\quad {\mbox{quan}}\quad n\to \infty }
o simplement
{\displaystyle x_{n}\to x.}
Intuïtivament, això vol dir que els elements {\displaystyle x_{n}\,} de la successió poden ser tan propers a {\displaystyle x\,} com vulguem si {\displaystyle n\,} és prou gran, ja que {\displaystyle \,d(x_{n},x)} determina la distància entre {\displaystyle \,x_{n}} i {\displaystyle \,x}. A partir de la definició, es pot demostrar que si una successió convergeix, ho fa cap a un únic límit.
Aquesta definició s'aplica en els casos concrets dels espais vectorials normats i dels espais amb producte intern. En el cas d'un espai normat {\displaystyle (E,\Vert \cdot \Vert )}, la norma {\displaystyle \Vert \cdot \Vert } indueix la mètrica {\displaystyle d(x,y):=\Vert y-x\Vert } per cada {\displaystyle x,y\in E}; en el cas dels espais amb producte intern {\displaystyle (E,\langle \cdot ,\cdot \rangle )}, el producte intern {\displaystyle \langle \cdot ,\cdot \rangle } indueix la norma {\displaystyle \Vert x\Vert ={\sqrt {\langle x,x\rangle }}} per cada {\displaystyle x\in E}.

## Exemples
- Successions a {\displaystyle \mathbb {R} } o {\displaystyle \mathbb {C} }

Els conjunts dels nombres reals {\displaystyle \mathbb {R} } i dels nombres complexos {\displaystyle \mathbb {C} } es construeixen en un espai mètric per mitjà del valor absolut: per a cada parella d'elements {\displaystyle x,y\in \mathbb {R} } o {\displaystyle \mathbb {C} }, la funció {\displaystyle d(x,y):=\vert y-x\vert } determina una mètrica.
Per tant, una successió {\displaystyle \,\{x_{n}\}} en {\displaystyle M=\mathbb {R} } convergeix a un {\displaystyle x\in \mathbb {R} } si per qualsevol {\displaystyle \varepsilon >0}, existeix un enter {\displaystyle \,N} tal que
{\displaystyle n\geq N\Rightarrow \vert x_{n}-x\vert <\varepsilon .}
Alguns exemples poden ser:
- La successió constant definida per {\displaystyle \,x_{n}:=c} per a tots els valors de {\displaystyle \,N}, on {\displaystyle c\in \mathbb {R} }. Aquesta successió convergeix a {\displaystyle \,c} ja que:

{\displaystyle \vert x_{n}-c\vert =\vert c-c\vert =0<\varepsilon }
- La successió {\displaystyle \,x_{n}:=1/n}. Aquesta successió convergeix a zero, ja que per la propietat arquimediana dels nombres reals, per cada {\displaystyle \varepsilon >0}, existeix un nombre natural {\displaystyle \,N} tal que {\displaystyle N\varepsilon >1}, i per tant, si {\displaystyle n>\,N,1/n<1/N} i llavors:

{\displaystyle \vert x_{n}-0\vert =\vert 0\vert =1/n<1/N<\varepsilon .}
- La successió de l'exemple anterior és un cas particular d'un resultat més general. Si {\displaystyle \,p>0,}

{\displaystyle \lim _{n\to \infty }{\frac {1}{n^{p}}}=0,\quad \lim _{n\to \infty }{\sqrt[{n}]{p}}=1,\quad \lim _{n\to \infty }{\sqrt[{n}]{n}}=1}
- Si {\displaystyle \vert a\vert <1}, llavors {\displaystyle a^{n}\to 0.}

- La successió {\displaystyle \,z_{n}:=e^{i\pi n}}. En aquest cas no convergeix, sinó que els valors oscil·len en {\displaystyle \,-1,1,-1,1,\ldots }

- Donat que {\displaystyle \mathbb {c} } (en particular {\displaystyle \mathbb {R} }) està dotat de l'operació suma (cosa que no passa en tots els espais mètrics), a cada successió {\displaystyle \{a_{n}\}\,} a {\displaystyle \mathbb {c} } (en particular {\displaystyle \mathbb {R} }) és possible associar-li la successió de sumes parcials

{\displaystyle s_{n}:=a_{1}+a_{2}+\cdots +a_{n}=\sum _{k=1}^{n}a_{k}.}
La successió {\displaystyle \{s_{n}\}\,} s'expressa com
{\displaystyle \sum _{k=1}^{\infty }a_{k}}
i se l'anomena sèrie infinita. En el cas que la successió de sumes parcials convergeixi, {\displaystyle s_{n}\to s}, es diu que és una sèrie convergent i s'escriu
{\displaystyle \sum _{k=1}^{\infty }a_{k}=s.}
En cas contrari, pot ser una sèrie divergent o bé una sèrie oscil·latòria. Exemples clàssics de sèries convergents, divergents i oscil·latòries són
{\displaystyle \sum _{n=1}^{\infty }a^{n}={\frac {a}{1-a}},(\vert a\vert <1),\quad \sum _{n=1}^{\infty }{\frac {1}{n}}=\infty ,\quad \sum _{n=1}^{k}(-1)^{n}={\begin{cases}-1,&{\mbox{si }}k{\mbox{ imparell}}\\\quad 0,&{\mbox{si }}k{\mbox{ parell}}\end{cases}}}